# Список умерших в 1905 году
В этой статье представлен список известных людей, умерших в 1905 году.
См. также: Категория:Умершие в 1905 году

## Январь
- 3 января — Антон Брайт (68) — немецкий художник-пейзажист и анималист.
- 5 января — Платон Луначарский (39) — врач, деятель российского социалистического движения, основатель тульской ячейки РСДРП.
- 10 января — Карлис Бауманис (69) — русский и один из первых латышских композиторов, латышский поэт и драматург.
- 20 января — Дмитрий Аверкиев (68) — русский драматург, беллетрист, театральный критик.
- 30 января — Александр Защук — генерал-майор, участник Севастопольской обороны.

## Февраль
- 13 февраля — Константин Савицкий (60) — русский жанровый живописец.
- 17 февраля — Сергей Александрович (47) — пятый сын Александра II, московский градоначальник, генерал-губернатор (февраль 1891 — январь 1905); погиб от бомбы террориста Каляева.
- 19 февраля — Яков Наркевич-Иодко (57) — белорусский ученый-естествоиспытатель.
- 24 февраля — Фанни Смит (70) — последняя или одна из последних аборигенов Тасмании.

## Март
- 12 марта — Рудольф Альт (92) — австрийский художник-акварелист.
- 14 марта — Фёдор Комиссаржевский — русский певец, лирико-драматический тенор.
- 19 марта — Макар Екмалян (49) — армянский композитор, дирижёр, педагог, фольклорист, ученик Н. А. Римского-Корсакова, классик армянской музыки.
- 24 марта — Жюль Верн (77) — французский писатель-фантаст.

## Апрель
- 6 апреля — Осип Баранецкий — ботаник, профессор ботаники в Киевском университете.
- 14 апреля — Отто Струве (85) — русский астроном.
- 21 апреля — Павел Лессар — русский военный инженер и дипломат, участник Среднеазиатских походов, посланник в Китае.
- 30 апреля — Константин Назимов (67) — русский мореплаватель, гидрограф, вице-адмирал, директор маяков и лоций Каспийского моря.
- 30 апреля — Чарльз Мур (84) — британский (шотландский) и австралийский ботаник.

## Май
- 15 мая — Иосиф Матусевич (47) — русский морской офицер, капитан 2-го ранга, участник Цусимского сражения, во время которого погиб.
- 23 мая — Иван Каляев (27) — российский революционер, террорист, эсер, поэт, убийца Великого князя Сергея Александровича; казнён.
- 26 мая — Савва Морозов (43) — русский предприниматель и меценат.

## Июнь
- 4 июня — Йохан Микулич-Радецкий (55) — польско-австрийский хирург, профессор Кёнигсбергского и Бреславльского университетов.
- 7 июня — Карл Кельнер (53) — австрийский химик и оккультист.
- 8 июня — Александр Цулукидзе (28) — российский революционер, литературовед.
- 23 июня — Даниил Мордовцев (74) — русский и украинский писатель, историк.
- 23 июня — Полихроний Сырку (49) — российский историк, литературовед и языковед.
- 25 июня — Огастес Грегори (85) — английский путешественник по Австралии; топограф в Западной Австралии, а позже главный топограф Квинсленда.

## Июль
- 5 июля — Григорий Пушкин (70) — русский офицер, затем мировой судья, сын великого русского поэта и прозаика Александра Сергеевича Пушкина.
- 14 июля — Пётр Гессе — генерал-лейтенант.
- 20 июля — Александр Смирнов — русский литературовед.

## Август
- 13 августа — Григорий Милорадович (70) — генерал-лейтенант, сенатор, историк.
- 15 августа — Артур Генри Сэвидж (54) — английский футболист, вратарь.
- 18 августа — Константин Абаза (64) — русский военный историк и писатель.
- 29 августа — Иван Амилахори (76) — князь, генерал-адъютант, генерал от кавалерии, один из выдающихся боевых деятелей Кавказа. Дед Дмитрия Амилахвари.

## Сентябрь
- 9 сентября — Мирра Лохвицкая (35) — русская поэтесса, сестра Тэффи и Николая Лохвицкого.
- 21 сентября — Николай Бенардос (63) — русский изобретатель, создатель электрической дуговой сварки.

## Октябрь
- 12 октября — Сергей Трубецкой (43) — русский религиозный философ, публицист и общественный деятель.
- 17 октября — Анатолий Мамонтов (65—66) — русский издатель, типограф и продавец книг.
- 23 октября — Михаил Гольдштейн (51) — российский учёный, педагог, общественный деятель и публицист.
- 28 октября — Михаил Драгомиров (74) — российский военный и государственный деятель, генерал-адъютант, генерал от инфантерии.
- 31 октября — Николай Бауман (32) — профессиональный революционер, деятель большевистской партии; убит.

## Ноябрь
- 1 ноября — Сергей Легат (30) — русский танцовщик, балетмейстер и педагог балета.
- 4 ноября — Захарий Чавчавадзе (80) — князь, российский генерал, герой Крымской и русско-турецкой войн.
- 8 ноября — Виктор Борисов-Мусатов (35) — русский художник, живописец, мастер символических изображений «дворянских гнёзд».
- 12 ноября — Августин Штейн — Штабс-капитан, начальник учебной команды 50-го пехотного Белостокского полка, погибший во время Севастопольского восстания.
- 15 ноября — Иван Сеченов (76) — выдающийся русский физиолог и мыслитель-материалист.
- 17 ноября — Лев Лагорио (78) — один из самых известных русских художников-маринистов.
- 24 ноября — Николай Тевяшёв — русский военачальник и государственный деятель, генерал от кавалерии.
- 30 ноября — Сэмюэл Липшюц (42) — один из сильнейших шахматистов США в начале 1890-х годов.

## Декабрь
- 3 декабря — Хью Браун — австралийский спиритуалист, биограф, журналист и винодел шотландского происхождения.
- 7 декабря — Степан Наумов — украинский революционер.
- 12 декабря — Фёдор Шведов (65) — русский физик.
- 17 декабря — Николай Богданович (35) — российский государственный деятель, вице-губернатор Уфимской губернии, Тамбова. Жертва революционного террора.
- 29 декабря — Виктор Дейли (47) — австралийский поэт-романтик.

## Дата неизвестна или требует уточнения
- Вениамин (Платонов) — епископ Православной Российской Церкви.